# Prima Divisione (Arabia Saudita)
La Prima Divisione (in arabo دوري الدرجة الأولى السعودي‎?, in inglese Saudi First Division League), conosciuta anche come Yelo League per motivi di sponsorizzazione e precedentemente nota come Lega del Principe Mohammad bin Salman, è il secondo livello professionistico del campionato saudita di calcio. La sua prima edizione si tenne nella stagione 1976-1977, con la vittoria dell'Al-Ettifaq.
Con la riforma del campionato è passata a 20 squadre nella stagione 2018-2019, per poi passare a 18 squadre dal 2022-2023.

## Formula
Le 18 squadre partecipanti giocano l'una contro l'altra due volte. Al termine della competizione le prime tre classificate vengono promosse nella Lega saudita professionistica, mentre la quarta gioca uno spareggio con la quartultima classificata della Lega saudita professionistica per stabilire quale delle due squadre otterrà un posto nella successiva edizione della massima divisione.
Le ultime tre qualificate vengono retrocesse in Seconda Divisione.
Le squadre possono registrare fino a 7 giocatori stranieri.

## Squadre
Stagione 2024-2025.
- Abha
- Al-Adalah
- Al-Ain Saudi
- Al-Arabi Saudi
- Al-Batin
- Al-Bukayriyah
- Al-Faisaly
- Al-Hazem
- Al-Jabalain
- Al-Jandal
- Al-Jubail
- Al-Najma
- Al-Safa
- Al-Tai
- Al-Zulfi
- Jeddah
- Neom
- Ohod

## Albo d'oro
- 1976-1977:  Al-Ettifaq (1)
- 1977-1978:  Al-Riyadh (1)
- 1978-1979:  Al-Shaab (1)
- 1979-1980:  Al-Jabalain (1)
- 1980-1981:  Ohod (1)
- 1981-1982: non disputato[2]
- 1982-1983:  Al-Wahda (1)
- 1983-1984:  Ohod (2)
- 1984-1985:  Al-Tai (1)
- 1985-1986:  Ansar (1)
- 1986-1987:  Al-Kawkb (1)
- 1987-1988:  Hajer (1)
- 1988-1989:  Al-Riyadh (2)
- 1989-1990:  Al-Najma (1)
- 1990-1991:  Al-Nahda (1)
- 1991-1992:  Al-Ra'ed (1)
- 1992-1993:  Al-Nahda (2)
- 1993-1994:  Al-Najma (2)
- 1994-1995:  Al-Tai (2)
- 1995-1996:  Al-Wahda (2)
- 1996-1997:  Al-Taawoun (1)
- 1997-1998:  Hajer (2)
- 1998-1999:  Sdoos (1)
- 1999-2000:  Ansar (2)
- 2000-2001:  Al-Tai (3)
- 2001-2002:  Al-Qadisiya (1)
- 2002-2003:  Al-Wahda (3)
- 2003-2004:  Ohod (3)
- 2004-2005:  Al-Hazem (1)
- 2005-2006:  Al-Khaleej (1)
- 2006-2007:  Al-Watani (1)
- 2007-2008:  Al-Ra'ed (2)
- 2008-2009:  Al-Qadisiya (2)
- 2009-2010:  Al-Faisaly (1)
- 2010-2011:  Hajer (3)
- 2011-2012:  Al-Shoalah (1)
- 2012-2013:  Al-Orobah (1)
- 2013-2014:  Hajer (4)
- 2014-2015:  Al-Qadisiya (3)
- 2015-2016:  Al-Ettifaq (2)
- 2016-2017:  Al-Fayha (1)
- 2017-2018:  Al-Wahda (4)
- 2018-2019:  Abha (1)
- 2019-2020:  Al-Batin (1)
- 2020-2021:  Al-Hazem (2)
- 2021-2022:  Al-Khaleej (2)
- 2022-2023:  Al-Ahli (1)
- 2023-2024:  Al-Qadisiya (4)
- 2024-2025:  Neom (1)

## Vittorie per squadra
| Squadra     | Vittorie | Stagione               |
| ----------- | -------- | ---------------------- |
| Hajer       | 4        | 1988, 1998, 2011, 2014 |
| Al-Wahda    | 4        | 1983, 1996, 2003, 2018 |
| Al-Qadisiya | 4        | 2002, 2009, 2015, 2024 |
| Al-Tai      | 3        | 1985, 1995, 2001       |
| Ohod        | 3        | 1981, 1984, 2004       |
| Al-Khaleej  | 2        | 2006, 2022             |
| Al-Riyadh   | 2        | 1978, 1989             |
| Al-Nahda    | 2        | 1991, 1993             |
| Al-Najma    | 2        | 1990, 1994             |
| Ansar       | 2        | 1986, 2000             |
| Al-Ra'ed    | 2        | 1992, 2008             |
| Al-Ettifaq  | 2        | 1977, 2016             |
| Al-Hazem    | 2        | 2005, 2021             |
| Al-Shaab    | 1        | 1979                   |
| Al-Jabalain | 1        | 1980                   |
| Al-Kawkb    | 1        | 1987                   |
| Al-Taawoun  | 1        | 1997                   |
| Sdoos       | 1        | 1999                   |
| Al-Watani   | 1        | 2007                   |
| Al-Faisaly  | 1        | 2010                   |
| Al-Shoalah  | 1        | 2012                   |
| Al-Orobah   | 1        | 2013                   |
| Al-Fayha    | 1        | 2017                   |
| Abha        | 1        | 2019                   |
| Al-Batin    | 1        | 2020                   |
| Al-Ahli     | 1        | 2023                   |
| Neom        | 1        | 2025                   |